# Czarnocin (województwo opolskie)
Czarnocin (dodatkowa nazwa w j. niem. Scharnosin, śl. Czarnożyńe) – wieś sołecka w Polsce położona w województwie opolskim, w powiecie strzeleckim, w gminie Leśnica, w pobliżu sanktuarium Góra Świętej Anny.
Czarnocin położony jest na stokach doliny Łąckiej Wody, na skraju rozległych bukowych lasów. Ukształtowanie terenu oraz źródła wody w obrębie wsi sprawiły, że miejscowość nazwano Śląską Szwajcarią. Rezerwaty przyrody – Boże Oko i Grafik.

## Nazwa
Nazwa wywodzi się ze staropolskiego określenia oznaczającego żyzną i bardzo urodzajną ziemię – „czarnoziem”. Po raz pierwszy wieś Czarnocin została wzmiankowana w 1485 r. jako „Czarnozeme”. Niemiecki nauczyciel Heinrich Adamy w swoim dziele o nazwach miejscowości na Śląsku wydanym w 1888 roku we Wrocławiu jako najstarszą nazwę miejscowości wymienia Czarnosin podając jej znaczenie „Schwarzflur”, czyli w języku polskim „Czarne pole”. Nazwa wsi została później fonetycznie zgermanizowana na Scharnosin i utraciła swoje pierwotne znaczenie.

## Historia
Dokumenty kościelne z XVII w. wymieniają ją jako „Czarnozenie” oraz „Czanozenie”. Czarnocin należał wtedy do rozległej parafii w Leśnicy.
Spis z 1720 r. wykazał w tej miejscowości 97 mieszkańców. W 1783 r. Czarnocin należał do hrabiego Colonny. Położony na krańcu wsi folwark nosił nazwę Annahof. W tym czasie wioska miała już własną szkołę.
W danych topograficznych Śląska z 1845 r. Czarnocin wymieniano jako „Czarnosin” (także w latach 1945–1988) lub „Czarnsień”. Wieś liczyła w tym czasie 382 mieszkańców. W Czarnocinie były wtedy 4 młyny i gorzelnia. Według statystyki z 1861 r. rzemiosłem trudniło się 11 osób. Znajdowała się tu również karczma. W 1910 r. Czarocin liczył 374 mieszkańców. W 1939 wieś liczyła 272 mieszkańców, ale w 1996 – już tylko 164. Zmniejszanie się liczby mieszkańców powodowane było emigracją do Niemiec po II wojnie światowej części mieszkańców wsi – Ślązaków i związaną z tym komasacją gruntów w rękach kilku zamożniejszych rolników. Po 1945 r. część wsi zasiedlona została przez repatriantów z podlwowskiej wsi Biłka Królewska. Przybyły tu wówczas rodziny Gruszków, Kasperskich, Sękowskich, Domereckich i innych.

### Plebiscyt i powstanie
W 1910 roku 312 mieszkańców mówiło w języku polskim, 2 w językach polskim i niemieckim, natomiast 60 osób posługiwało się jedynie językiem niemieckim. Podczas plebiscytu we wsi uprawnionych do głosowania było 237 mieszkańców (w tym 31 emigrantów). Za Polską głosowało 117 osób, za Niemcami 115 osób. W 1919 r. mieszkańcy założyli tu Polską Organizację Wojskową Górnego Śląska, a w 1921 r. oddział Towarzystwa Gimnastycznego „Sokół”.
Wieś została zajęta już na początku III powstania śląskiego przez baon strzelecki pod dowództwem Wiesława Kołeczki (Podgrupa „Harden”). Od 21 maja Czarnocin znalazł się na linii frontu podczas walk o Górę św. Anny. W tym rejonie walczyły pododdziały pułku katowickiego Walentego Fojkisa, a następnie pułku królewskohuckiego Karola Gajdzika. 4 czerwca Czarnocin został zdobyty przez Niemców. Ofiarą terroru niemieckiego padło 2 mieszkańców Czarnocina: Franciszek Marek i Franciszek Nowak.
W lesie na wschód od wsi, na terenie rezerwatu „Boże Oko”, znajduje się mogiła powstańców śląskich.